# Joris Chotard
Joris Chotard, född 24 september 2001 i Orange, är en fransk fotbollsspelare.

## Karriär
Joris Chotard inledde sin seniorkarriär i Montpelliers B-lag år 2018. Han debuterade i dess A-lag 2019. Han har representerat Frankrike på olika ungdomsnivåer sedan 2018. Vid olympiska sommarspelen 2024 i Paris ingick han i det franska laget som tog silver efter att ha förlorat finalen mot Spanien.